# Rai-Mera (Ort)
Rai-Mera (Raimera) ist eine osttimoresische Siedlung im Suco Edi (Verwaltungsamt Maubisse, Gemeinde Ainaro). Sie befindet sich im Zentrum der Aldeia Talale, auf einer Meereshöhe von 1283 m. Südöstlich verläuft der Colihuno, ein Nebenfluss des Carauluns. Im Osten liegt das Dorf Menitete (Aldeia Demutete). Jenseits des Flusses befindet sich im Suco Aituto das Dorf Goulolo.